# Liste unregelmäßiger Verben im Deutschen
Dies ist eine Liste von unregelmäßigen Verben in der neuhochdeutschen Sprache. Sie werden unterteilt in starke Verben, suppletive Verben, Präteritopräsentia, Rückumlautverben sowie weitere als unregelmäßig bezeichnete Verben.

## Starke Verben
Die rund 180 starken Verben werden oft als regelmäßig aufgefasst. Ohne sie beschränkt sich die Zahl der unregelmäßigen Verben auf 25.

## Suppletive Verben
Als suppletiv in diesem Sinne werden Verben bezeichnet, die von mehreren Etyma abstammen. Zum Beispiel haben sich bei dem Verb gehen das germanische *ganganą und *gāną verschmolzen.
| Präfixbildungen ein-/ausblenden |

| Infinitiv Präsens | Infinitiv Präsens | 3. Pers. Sg. Ind. Präs. | 1./3. Pers. Sg. Ind. Prät. | Partizip II  | Kommentar |
| --- | --- | ----------------------- | -------------------------- | ------------ | --- |
| gehen | gehen | geht                    | ging                       | gegangen     | Wurzel-Präsens neben Präteritalformen eines abgeleiteten Verbs der 7. Klasse |
| | begehen ebenso: ent‑, er‑, hinter‑, über‑, um‑, ver‑, zergehen | begeht                  | beging                     | begangen     | |
| | abgehen ebenso: an‑, auf‑, aus‑, dahin‑, daneben‑, daran‑, davon‑, durch‑, durcheinander-, ein‑, einher‑, entgegen‑, entlang‑, entzwei‑, fehl‑, fort‑, fremd‑, heim‑, her‑, heran‑, heraus‑, herein‑, hernieder‑, herum‑, herunter‑, hervor‑, hin‑, hinab‑, hinan‑, hinauf‑, hinaus‑, hindurch‑, hinein‑, hinüber‑, hinweg‑, hoch‑, lang‑, los‑, mit‑, nach‑, nieder‑, pleite‑, sicher‑, über‑, um‑, umher‑, unter‑, vor‑, voran‑, vorauf‑, voraus‑, vorbei‑, vorher‑, vorüber‑, weg‑, weiter‑, zu‑, zurück‑, zusammengehen | geht ab                 | ging ab                    | abgegangen   | |
| sein (Ind.: ich bin, wir/sie [seind]/sind, ihr seid, Konj.: ich/er sei, du seist/seiest, Imp. Sg.: sei/(altertüm. bis), Imp. Pl.: seid/(süddt., schweiz.: sind/süddt., österr.: seids)) | sein (Ind.: ich bin, wir/sie [seind]/sind, ihr seid, Konj.: ich/er sei, du seist/seiest, Imp. Sg.: sei/(altertüm. bis), Imp. Pl.: seid/(süddt., schweiz.: sind/süddt., österr.: seids)) | ist (du bist)           | war/(altertüm.: was)       | gewesen      | die Stämme von sein – sind – ist sowie jene von war/was – waren – gewesen [Klasse 5] stehen jeweils miteinander in einem Ablautverhältnis, letztere weisen grammatischen Wechsel auf |
| stehen | stehen | steht                   | stand/stund                | gestanden    | Wurzel-Präsens neben Präteritalformen eines Verbs der 6. Klasse |
| | bestehen ebenso: ent‑, er‑, ge‑, über‑, um‑, unter‑, ver‑, widerstehen | besteht                 | bestand/bestund            | bestanden    | |
| | eingestehen ebenso: zugestehen, auferstehen, wiederauferstehen | gesteht ein             | gestand/gestund ein        | eingestanden | |
| | abstehen ebenso: an‑, auf‑, aus‑, bei‑, beisammen‑, bereit‑, da‑, dabei‑, dafür‑, dahinter‑, daneben-, darüber‑, davor‑, durch‑, ein‑, fest‑, frei‑, gegenüber‑, gleich‑, gut‑, herum‑, hoch‑, kopf-, leer‑, nach‑, rum‑, still‑, stramm-, über‑, unter‑, vor‑, zu‑, zurück‑, zusammenstehen | steht ab                | stand/stund ab             | abgestanden  | |

## Präteritopräsentia
Präteritopräsentia gehen auf alte Perfektformen zurück (aus denen bei anderen Verben das deutsche Präteritum hervorgegangen ist), sie überschneiden sich teilweise mit den heutigen Modalverben und teilen mit diesen auch viele Eigenschaften.
| Infinitiv Präsens                         | Infinitiv Präsens                                            | 3. Pers. Sg. Ind. Präs.                    | 1./3. Pers. Sg. Ind. Prät.            | Partizip II                                  | Kommentar                                     |
| ----------------------------------------- | ------------------------------------------------------------ | ------------------------------------------ | ------------------------------------- | -------------------------------------------- | --------------------------------------------- |
| dürfen/(veralt.: dörfen) (Ind.: ich darf) | dürfen/(veralt.: dörfen) (Ind.: ich darf)                    | darf                                       | durfte/(veralt.: dorfte)              | gedurft/(mod.: dürfen)                       | bildet keinen Imperativ                       |
|                                           | bedürfen (Ind.: ich bedarf)                                  | bedarf                                     | bedurfte                              | bedurft                                      | bildet keinen Imperativ                       |
|                                           | mitdürfen                                                    | darf mit                                   | durfte mit                            | hat mitgedurft                               | bildet keinen Imperativ                       |
| gönnen                                    | gönnen                                                       | [gönnt]                                    | [gönnte]                              | [gegönnt]                                    | ganz in die schwache Konjugation übergegangen |
|                                           | missgönnen                                                   | [missgönnt]                                | [missgönnte]                          | [gemissgönnt]/[missgönnt]                    |                                               |
| können (Ind.: ich kann)                   | können (Ind.: ich kann)                                      | kann                                       | konnte/(altertüm.: kunt)              | gekonnt/(mod.: können)                       | bildet keinen Imperativ                       |
|                                           | abkönnen (Ind.: ich kann ab) ebenso: an-, hinweg-, mitkönnen | kann ab                                    | konnte ab                             | abkönnen                                     | bildet keinen Imperativ                       |
| mögen (Ind.: ich mag)                     | mögen (Ind.: ich mag)                                        | mag                                        | mochte/(veralt.: mogte)               | gemocht/(mod.: mögen)                        | bildet keinen Imperativ                       |
|                                           | vermögen (Ind.: ich vermag)                                  | vermag                                     | vermochte                             | vermocht/vermögen                            | bildet keinen Imperativ                       |
| müssen (Ind.: ich muss)                   | müssen (Ind.: ich muss)                                      | muss                                       | musste                                | gemusst/(vereinz.: [gemüsst])/(mod.: müssen) | bildet keinen Imperativ                       |
|                                           | mitmüssen                                                    | muss mit                                   | musste mit                            | hat mitgemusst                               | bildet keinen Imperativ                       |
| [sollen] (Ind.: ich soll)                 | [sollen] (Ind.: ich soll)                                    | soll (Ind.: du sollst/veralt.: sollt/solt) | [sollte]                              | [gesollt]/(mod.: sollen)                     | bildet keinen Imperativ                       |
|                                           | mitsollen                                                    | soll mit                                   | sollte mit                            |                                              | bildet keinen Imperativ                       |
| [taugen]                                  | [taugen]                                                     | taugt                                      | tog/[taugte]/(veralt.: tochte/tuchte) | [getaugt]                                    |                                               |
| wissen (Ind.: ich weiß)                   | wissen (Ind.: ich weiß)                                      | weiß/(veralt.: weißt)                      | wusste                                | gewusst                                      |                                               |

## Rückumlautverben
Rückumlautverben sind Verben mit dem Stammvokal e, die Stammveränderungen unterliegen sowie Präteritum und Partizip II mit dem Dentalsuffix -t- bilden. Sie werden oft als gemischte Verben bezeichnet. Manchmal werden diese zu den schwachen Verben gezählt oder als weder stark noch schwach bezeichnet.
| Infinitiv Präsens | Infinitiv Präsens | 3. Pers. Sg. Ind. Präs. | 1./3. Pers. Sg. Ind. Prät.                   | Partizip II                      | Kommentar                                                                              |
| ----------------- | --- | ----------------------- | -------------------------------------------- | -------------------------------- | -------------------------------------------------------------------------------------- |
| brennen           | brennen | brennt                  | brannte/(veralt.: brennte) (Konj.: brennte)  | gebrannt/(veralt.: gebrennt)     | heute auch intransitiv, ehemals nur Faktitiv zu starkem Intransitiv brinnen, 3. Klasse |
|                   | entbrennen ebenso: verbrennen | entbrennt               | entbrannte (Konj.: entbrennte)               | entbrannt                        |                                                                                        |
|                   | abbrennen ebenso: an‑, auf‑, aus‑, durch‑, ein‑, herunter‑, nieder‑, weiterbrennen | brennt ab               | brannte ab (Konj.: brennte ab)               | abgebrannt                       |                                                                                        |
| denken            | denken | denkt                   | dachte                                       | gedacht                          |                                                                                        |
|                   | bedenken ebenso: durch‑, er‑, ge‑, über‑, verdenken | bedenkt                 | bedachte                                     | bedacht                          |                                                                                        |
|                   | andenken ebenso: aus‑, mit‑, nach‑, um‑, weg‑, weiter‑, zurückdenken | denkt an                | dachte an                                    | angedacht                        |                                                                                        |
| kennen            | kennen | kennt                   | kannte (Konj.: kennte)                       | gekannt                          |                                                                                        |
|                   | bekennen ebenso: er‑, verkennen | bekennt                 | bekannte (Konj.: bekennte)                   | bekannt                          |                                                                                        |
|                   | aberkennen ebenso: an‑, wiedererkennen | erkennt ab              | erkannte ab (Konj.: erkennte ab)             | aberkannt                        |                                                                                        |
|                   | (sich) auskennen | kennt (sich) aus        | kannte (sich) aus (Konj.: kennte (sich) aus) | ausgekannt                       |                                                                                        |
| nennen            | nennen | nennt                   | nannte (Konj.: nennte)                       | genannt                          |                                                                                        |
|                   | benennen ebenso: ernennen | benennt                 | benannte (Konj.: benennte)                   | benannt                          |                                                                                        |
|                   | umbenennen | benennt um              | benannte um (Konj.: benennte um)             | umbenannt                        |                                                                                        |
| rennen            | rennen | rennt                   | rannte (Konj.: rennte)                       | gerannt                          |                                                                                        |
|                   | berennen ebenso: durch‑, über‑, verrennen | berennt                 | berannte (Konj.: berennte)                   | berannt                          |                                                                                        |
|                   | anrennen ebenso: durch‑, ein‑, fest‑, fort‑, frei‑, heim‑, her‑, herauf‑, heraus‑, herein‑, herum‑, herunter‑, hin‑, hinauf‑, hinaus‑, hinein‑, hinterher‑, hinunter‑, hoch‑, los‑, mit‑, nach‑, um‑, weg‑, weiter‑, zurückrennen | rennt an                | rannte an (Konj.: rennte an)                 | angerannt                        |                                                                                        |
| senden            | senden | sendet                  | sandte/[sendete]                             | gesandt/[gesendet]               |                                                                                        |
|                   | entsenden ebenso: über‑, versenden | entsendet               | entsandte/[entsendete]                       | entsandt/[entsendet]             |                                                                                        |
|                   | absenden ebenso: aus‑, ein‑, heim‑, her‑, hin‑, nach‑, weiter‑, zu‑, zurücksenden | sendet ab               | sandte/[sendete] ab                          | abgesandt/[abgesendet]           |                                                                                        |
| trennen           | trennen | trennt                  | [trennte]/(altertüm.:) trannte               | [getrennt]/(altertüm.: getrannt) |                                                                                        |
|                   | durchtrennen | durchtrennt             | [durchtrennte]                               | [durchtrennt]                    |                                                                                        |
|                   | abtrennen ebenso: durchtrennen | trennt ab               | [trennte]                                    | [abgetrennt]                     |                                                                                        |
| wenden            | wenden | wendet                  | wandte/[wendete]                             | gewandt/[gewendet]               |                                                                                        |
|                   | bewenden ebenso: ent‑, verwenden | bewendet                | bewandte/[bewendete]                         | bewandt/[bewendet]               |                                                                                        |
|                   | weiterverwenden ebenso: wiederverwenden | verwendet weiter        | verwandte/[verwendete] weiter                | weiterverwandt/[weiterverwendet] |                                                                                        |
|                   | abwenden ebenso: an‑, auf‑, ein‑, (sich) hin‑, um‑, zu‑, zurückwenden | wendet ab               | wandte/[wendete] ab                          | abgewandt/[abgewendet]           |                                                                                        |

## Sonstige unregelmäßige Verben
| Infinitiv Präsens            | Infinitiv Präsens | 3. Pers. Sg. Ind. Präs.                     | 1./3. Pers. Sg. Ind. Prät.                                            | Partizip II                                   | Kommentar                                                                                                |
| ---------------------------- | --- | ------------------------------------------- | --------------------------------------------------------------------- | --------------------------------------------- | --- |
| [brauchen]                   | [brauchen] | [braucht]                                   | [brauchte] (Konj.: [brauchte]/bräuchte [landschaftssprachlich])       | [gebraucht]                                   | |
|                              | [abbrauchen] ebenso: an‑, aufbrauchen | [braucht ab]                                | [brauchte ab] (Konj.: [brauchte]/bräuchte ab [landschaftssprachlich]) | [abgebraucht]                                 | |
|                              | [gebrauchen] ebenso: verbrauchen | [gebraucht]                                 | [gebrauchte]                                                          | [gebraucht]                                   | |
|                              | [missbrauchen] | [missbraucht]                               | [missbrauchte]                                                        | [gemissbraucht]/[missgebraucht]/[missbraucht] | |
| bringen                      | bringen | bringt                                      | brachte                                                               | bracht/gebracht                               | |
|                              | erbringen ebenso: über‑, ver‑, vollbringen | erbringt                                    | erbrachte                                                             | erbracht                                      | |
|                              | abbringen ebenso: an‑, auf‑, bei‑, dar‑, durch‑, durcheinander-, ein‑, entgegen‑, fort‑, heim‑, her‑, heran‑, herauf‑, heraus‑, herbei‑, herein‑, herüber‑, herunter‑, hervor‑, hin‑, hinauf‑, hinaus‑, hinein‑, hinter‑, hinüber‑, hinunter‑, hinweg‑, hoch‑, mit‑, um‑, unter‑, vor‑, voran‑, vorbei‑, weg‑, weiter‑, wieder‑, zu‑, zurück‑, zusammenbringen | bringt ab                                   | brachte ab                                                            | abbracht/abgebracht                           | |
| [dünken]/[dunken]/[deuchten] | [dünken]/[dunken]/[deuchten] | [dünkt]/[dunkt]/[deucht]/[deuchtet]         | [dünkte]/[dunkte]/[deuchte]                                           | [gedünkt]/[gedunkt]/[gedeucht]                | |
|                              | [bedünken]/[bedunken]/[bedeuchten] | [bedünkt]/[bedunkt]/[bedeucht]/[bedeuchtet] | [bedünkte]/[bedunkte]/[bedeuchte]                                     | [bedünkt]/[bedunkt]/[bedeucht]                | |
| [haben]                      | [haben] | [hat] (Imp. Sg.: hab)                       | [hatte]/(altertüm.: hätt) (Konj.: hätte)                              | [gehabt]                                      | |
|                              | [abhaben] ebenso: an‑, auf‑, aus‑, beisammen‑, da‑, dabei‑, durch‑, frei‑, gut‑, heraus‑, inne‑, lieb‑, los‑, mit‑, teil‑, über‑, um‑, vor‑, voraus‑, wahr‑, weg‑, wieder‑, zu‑, zurück‑, zusammenhaben | [hat ab] (Imp. Sg.: hab ab)                 | [hatte ab] (Konj.: hätte ab)                                          | [abgehabt]                                    | |
|                              | aber regelmäßig: [(sich) gehaben] | [gehabt (sich)]                             | [gehabte (sich)]                                                      | [gehabt]                                      | |
| wollen (Ind.: ich will)      | wollen (Ind.: ich will) | will                                        | wollte (Konj.: wollete)                                               | gewollt                                       | bildet keinen Imperativ; heutiger Indikativ Präsens aus alten Optativformen eines Wurzelverbs entstanden |
|                              | durchwollen (Ind.: ich will durch) ebenso: fort‑, heim‑, heraus‑, herein‑, herunter‑, hinauf‑, hinaus‑, hinein‑, hinüber‑, hoch‑, los‑, mit‑, weg‑, weiter‑, zurückwollen | will durch                                  | wollte durch                                                          | durchgewollt                                  | |
|                              | aber regelmäßig: [willen] | [willt]                                     | [willte]                                                              | [gewillt]                                     | |